# なみだの操
「なみだの操」（なみだのみさお）は、1973年11月5日に発売された殿さまキングスの4枚目のシングル。

## 解説
殿さまキングスと同じくお笑い出身のぴんからトリオが『女のみち』（1972年5月10日発売、日本コロムビア）で空前のヒットを飛ばしたのに対抗して発売された。ビクターレコード移籍第3弾シングル。
仕掛け人はビクター出身の音楽ディレクター斎藤豊とビクターのディレクター鶴田哲也。ビクターは自主制作盤がヒットした『女のみち』のメジャーレーベルでの再発売の依頼を「ド演歌が売れるわけがない」と断った経緯があり、打倒ぴんからの企画として、当時の演芸ファンの間では「西のぴんから、東の殿キン」と評価されていたコミックバンドの殿さまキングスに白羽の矢が立った。
メロディが完成したのは発売より半年ほど前であったが、『女のみち』がロングヒットしていたため温存されていた。作曲者の彩木雅夫の提案であえて古臭い編曲が施されており、イントロは『青い山脈』がイメージされており、また従来の男女の情念を重苦しく描いた形と対称的な陽気でリズミカルかつ郷愁を誘う編曲のメロディとした。
作詞はレコーディング当日に完成した（そのため、作詞者の千家和也はレコーディングに遅刻している）。当初は歌詞と同じ『女の操』というタイトルであり、直接すぎる表現のため『裏町人情』をA面にする意見も出たが、斎藤の判断で『なみだの操』として発売された。移籍第1弾シングルの作詞を担当した千家が再起用されたのは、少女の貞操を描いて大ヒットした山口百恵の『青い果実』（1973年9月1日発売）の作詞者であることが影響している。
発売当時、各芸能事務所・レコード会社はアイドルに運動会をやらせたり、水泳大会をやらせたり、バラエティーショーを作ったりして、アイドルの売り込みに躍起になっていた時代に、時代錯誤のド演歌の登場にビックリした。
発売から1か月後、メンバーが札幌でキャンペーンをしていた頃、市内のどのレコード店でも売上ランキング1位のコーナーに「なみだの操」が置かれているのを目にした。1974年初めから、日本中のテレビ局・ラジオ局で頻繁に「なみだの操」が流されるようになり、有線放送へのリクエストも殺到した。おりしもオイルショックによりレコード盤の原料である塩化ビニールが不足し、メンバーとビクターの営業部員が揃って富山県高岡市の原料メーカーに直接出向いて塩化ビニールを注文した。
発売から3か月余りでオリコンのトップ10に初登場。6週後には1位を獲得し、そこから9週連続で1位を獲得。累計売上は197.3万枚（オリコン調べ）、250万枚。ちなみに歌唱印税は、レコード1枚当たり1円で契約したために、250万円しかもらえなかったということである。
『女のみち』と対の存在のように扱われることも多く、両曲に共通する男に都合の良い時代錯誤な女性像を描いた歌詞やド演歌スタイルの歌唱は、その後の演歌のスタイルに莫大な影響を与えた。"女の操"という歌詞は当時としても死語だった。

## 収録曲
- 両楽曲共に、作詞：千家和也／作曲：彩木雅夫

1. なみだの操（3分48秒）
編曲：藤田はじめ
2. 裏町人情（3分50秒）
編曲：竹村次郎

## カバー
- 青江三奈 - アルバム『女のなみだを唄う』収録。（1974年）
- 藤圭子 - アルバム『命火』に収録。（1974年）
- 天童よしみ - アルバム『天童節昭和演歌名曲選 第十六集』に収録。（1994年）
- 花村菊江 - ベスト・アルバム『スター☆デラックス 花村菊江 潮来花嫁さん』に収録。（2012年）
- はやぶさ - アルバム『歌謡カヴァーソングス』に収録。（2013年）
- 三丘翔太 - アルバム『翔太のお品書き』に収録。（2016年）
- 八代亜紀 - アルバム『激唱 八代亜紀 流行歌I』に収録。（2016年）
- 氷川きよし - アルバム『新・演歌名曲コレクション7 -勝負の花道-』に収録。（2018年）
- フランク永井 - アルバム『フランク永井 ザ・カバーズ -歌謡曲・演歌-』収録。